# Холцхаузен на Хајди
Холцхаузен на Хајди (њем. Holzhausen an der Haide) општина је у њемачкој савезној држави Рајна-Палатинат. Једно је од 137 општинских средишта округа Рајн-Лан. Према процјени из 2010. у општини је живјело 1.211 становника. Посједује регионалну шифру (AGS) 7141060.

## Географски и демографски подаци
Холцхаузен на Хајди се налази у савезној држави Рајна-Палатинат у округу Рајн-Лан. Општина се налази на надморској висини од 400 метара. Површина општине износи 8,5 km². У самом мјесту је, према процјени из 2010. године, живјело 1.211 становника. Просјечна густина становништва износи 143 становника/km².